# غزويية دو (كوه بنج)
غزويية دو (بالإنجليزية: Gazuiyeh-ye Do)‏ هي قرية تقع في إيران في كرمان.